# Královna pouště
Královna pouště (v anglickém originále Queen of the Desert) je americký životopisný film z roku 2015. Režisérem filmu je Werner Herzog. Hlavní role ve filmu ztvárnili Nicole Kidman, James Franco, Damian Lewis, Robert Pattinson a Christopher Fulford.

## Obsazení
| Nicole Kidman       | Gertrude Bell         |
| James Franco        | Henry Cadogan         |
| Damian Lewis        | Charles Doughty-Wylie |
| Robert Pattinson    | T. E. Lawrence        |
| Christopher Fulford | Winston Churchill     |
| Mark Lewis Jones    | Frank Lascelles       |
| Jenny Agutter       | Florence Bell         |
| Holly Earl          | sestřenka Florence    |